# Emili Rousaud Parés
Emili Rousaud Parés (Barcelona, 27 de abril de 1966) es un empresario español, fundador y consejero delegado de Factorenergia. Se presentó como candidato a la presidencia del Fútbol Club Barcelona en las elecciones del año 2021,fue vicepresidente en la junta directiva de Bartomeu.

## Biografía
Rousaud se licenció en Ciencias Empresariales de la ESADE, donde también cursó el MBA en Dirección de Empresas y Gestión Tributaria (AGT). Se licenció en Administración y Dirección de Empresas por la Universidad Politécnica de Cataluña. Fue profesor asociado en la facultad de Periodismo y Comunicación Audiovisual de la Universidad Pompeu Fabra (UPF) impartiendo asignaturas de Marketing desde 1993 hasta 2010.
En 1999 fundó Factor Energía S.A., la primera compañía eléctrica independiente autorizada por el Ministerio de Industria después de la liberación del mercado eléctrico en 1998, y de la que es director ejecutivo hasta la actualidad. Es vicepresidente de la patronal catalana PIMEC, miembro del pleno de la Cámara de Comercio de Barcelona y miembro del Comité de Agentes del Mercado Español de Electricidad, así como impulsor y miembro fundador de la Asociación de Comercializadores Independientes de Energía (ACIE).
Fue vocal de la junta directiva del Fútbol Club Barcelona desde julio de 2015 y ejerció de Vicepresidente Institucional del mismo desde enero hasta abril de 2020.
En 2023, lanzó al mercado CreaEnergía, una compañía nativa digital que hace uso de la inteligencia artificial generativa con una campaña de la mano de Belén Esteban.